# Leichte chinesische Rüstung
Eine Leichte chinesische Rüstung  ist eine Schutzwaffe aus China.

## Beschreibung
Eine Leichte chinesische Rüstung besteht aus Stoffen und Stahl. Die sichtbare Rüstung besteht aus einer Jacke, einem Rock und einem Helm. Diese Stücke sind aus roter Seide gewebt und mit Stickereien von Wolken und Drachen verziert. Der Helm besteht aus Metall und ist mit einem Augenschirm versehen. Auf der Innenseite der Seidenkleidung ist eine Weste befestigt, auf der lackierte Stahlplatten übereinanderliegend angebracht sind. Diese Rüstungen boten nur wenig Schutz und waren nicht für eine Schlacht gedacht. Sie wurde zu offiziellen Anlässen am kaiserlichen Hof getragen.